# 1058 Grubba
1058 Grubba este un asteroid din centura principală, descoperit pe 22 iunie 1925, de Grigori Șain.